# Isybank
isybank S.p.A. (nata nel 2008, come Banca ITB S.p.A., poi nota dal 2016 al 2022 come Banca 5 S.p.A.) è un istituto di credito italiano attivo come banca digitale.
È parte integrante del gruppo bancario Intesa Sanpaolo dalla fine del 2016.

## Storia

### Banca ITB (2008-2016)

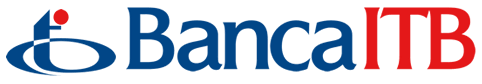
Logo di Banca ITB (2008-2016)

L'istituto bancario nasce col nome di Banca ITB nel luglio 2008 tramite l'azione congiunta di Rosario Bifulco (tramite Bootes), Francesco Marrara (con Ayperos), Dario Rapisarda, Marcello Sala, Lottomatica, Federazione italiana tabaccai (attraverso Arianna), Wise Sgr, Intesa Sanpaolo e Toni Rossi per mezzo di Pharos e Logista. L'intento era di creare una banca esclusivamente dedicata ai tabaccai, ai quali offrire conti correnti, fidi, depositi, finanziamenti, pagamento fornitori, fatturazione elettronica e servizi di incasso e di pagamento. In contemporanea questi servizi erano messi a disposizione anche dei cittadini tramite convenzioni per pagamenti di bollettini postali, F24, MAV, RAV, ricariche di schede telefoniche e carte prepagate, nonché per la liquidazione dei buoni Inps.

### Banca 5 (2016-2022)

Logo di Banca 5 (2016-2023)

Alla fine del 2016 il gruppo Intesa Sanpaolo, già proprietario del 10% delle quote, ha rilevato con il pagamento di 153 milioni di euro il restante 90% di Banca ITB, che viene rinominata contestualmente Banca 5. La nuova denominazione si riferisce al numero di prodotti che il gruppo bancario intendeva offrire al nuovo obiettivo di clientela da raggiungere attraverso la rete dei tabaccai, ovvero le fasce della popolazione poco bancarizzate: carte, prestiti, conto, assicurazioni e servizi.

### isybank (2023-presente)
Nel più ampio piano di riorganizzazione interna, la banca ha assunto dal 1º gennaio 2023 la nuova denominazione di isybank in previsione del rilancio in qualità di banca digitale del gruppo, divenuto operativa il 15 giugno 2023. L'obiettivo del gruppo è quello di attirare giovani clienti che frequentano poco la filiale fisica, così come dimostrato dal trasferimento dei possessori di un conto giovani Intesa Sanpaolo ad isybank, completato nel mese di ottobre dello stesso anno.

## Dati economici
La banca non ha filiali presenti sul territorio, essendo un istituto solamente digitale accessibile tramite apposita applicazione che in caso di necessità si appoggia alle sedi fisiche del gruppo Intesa Sanpaolo. In passato, sia come Banca ITB che come Banca 5, si appoggiava a 20 000 tabaccherie convenzionate (corrispondenti a circa il 40% del mercato), a cui 12 milioni di persone si rivolgevano per usufruire dei servizi. Grazie a ciò, raggiunse 38 milioni di euro di ricavi, di cui il 96% frutto di commissioni sui pagamenti effettuati, intermediando circa 9 miliardi di euro. Core Tier 1 del 25,8%, chiuse nel 2016 con 8,5 milioni di utili e 237 dipendenti. L'anno successivo registrò un utile netto di 6,7 milioni di euro con la presenza di 244 dipendenti.